# Sockerbeta
Sockerbeta (Beta vulgaris ssp. vulgaris var. altissima) är en växt vars rot innehåller en hög andel av sockerarten sackaros. Sockerbetor odlas kommersiellt för produktion av socker, en enda sockerbeta innehåller cirka 140 gram socker. Den är en tvåårig växt och tillhör familjen Amaranthaceae (amarantväxter). Nära släktingar till sockerbetan är rödbeta, mangold och foderbeta. Sockerbetan härstammar från den vildväxande strandbetan (Beta vulgaris maritima) och kommer ursprungligen från östra Medelhavsområdet.
Sockerbetor odlas främst i den tempererade zonen på norra halvklotet. På södra halvklotet förekommer odling främst i Chile. Världens fem största sockerbetsproducenter var 2012 Ryssland, Frankrike, USA, Tyskland och Ukraina. Inom EU reglerades sockerproduktionen genom produktionskvoter per medlemsland. Produktionskvoten för hela EU uppgick till cirka 13 miljoner ton socker och år men avskaffades 2017.
Socker från sockerbetor utgjorde 2009 cirka 20 % av världens sockerproduktion, resterande 80 % framställdes från sockerrör. Sockret som utvinns ur sockerbetan är kemiskt sett identiskt med det socker som framställs från sockerrör.

## Beskrivning
Sockerbetans huvudsakliga växtdelar består av en konisk, vit och något köttig pålrot samt en frodig bladrosett (blast). Växten är unik då den lagrar kolhydrater i form av sackaros och inte som stärkelse eller fett, vilka är de vanligaste lagringsformerna av energi i växtriket. Socker bildas genom fotosyntes i växtens bladdelar och lagras sedan i roten. Betans rot består av 75 % vatten, 16–19 % socker, 5–6 % betfiber och 2–3 % övrigt, bland annat mineralämnen.    
Det första året utvecklar plantan blad och en kraftig rot. Det är först det andra odlingsåret som plantan blommar och frösättningen sker. Inom sockerbetsodling skördas betan det första odlingsåret eftersom det är roten som är intressant. Det andra odlingsåret utnyttjas enbart vid utsädesproduktion vilket främst sker i Frankrike och Italien. För att plantan ska gå i fröstock krävs normalt en vernaliseringsperiod, det vill säga en längre period med kyla. En del betplantor kan dock gå i fröstock redan under det första odlingsåret, så kallade stocklöpare.

## Historia
Sockerbetan är en mycket ung kulturväxt. Ursprungligen användes sockerbetan direkt som föda och det var först när metoder för att utvinna sockret utvecklades som betan gick från att vara grönsak till råvara vid sockerproduktion. År 1575 upptäckte den franske agronomen Olivier de Serres att växter tillhörande gruppen Beta vulgaris innehåller socker. År 1747 lyckades den tyske kemisten Andreas Sigismund Marggraf utvinna rent socker från foderbetor. Marggraf bevisade att socker från betor är identiskt med socker framställt från sockerrör. Denna upptäckt uppmärksammades dock bara inom vetenskapliga kretsar eftersom det saknades tekniska och ekonomiska förutsättningar för att utvinna socker ur betor i stor skala. Franz Carl Achard var en av Marggrafs studenter och fortsatte sin lärares arbete. Achard upptäckte en variant av foderbetor med högre sockerhalt (5–7 %) som han kallade "den vita schlesiska betan". Det var den första sockerbetan och dagens sockerbetor anses alla härstamma från Achards beta. År 1801 grundande han en fabrik i Cunern, Schlesien, i forskningssyfte, denna räknas som världens första sockerbetsraffinaderi.
Frankrikes kejsare Napoleon hörde talas om Achards framsteg och skickade en fransk delegation till den tyska fabriken. Som följd beordrade Napoleon att en sockerbetsindustri skulle etableras i Frankrike. Den europeiska sockerbetsindustrin fick sitt genombrott under kontinentalsystemet (1806–1814). Under denna period förbjöd Napoleon all import av brittiska varor, inklusive rörsocker från Sydamerika, till Europas fastland samtidigt som betsockerindustrin på fastlandet understöddes. Efter att handelsrestriktionerna upphörde vällde rörsocker in på den europeiska marknaden vilket innebar hård konkurrens och att många betsockerbruk gick i konkurs.
Genom växtförädling lyckades tysken Ferdinand Knauer vid mitten av 1800-talet framställa Imperial-betan. Det var dock främst genom den franske växtförädlaren Philippe André de Vilmorins insatser 1830–1850 som avgörande förbättringar uppnåddes. Vilmorin lyckades höja sockerhalten i sina betor från 5 % till 14 %. Vid Klein Wanzleben inleddes 1859 förädlingsarbeten med sockerbetan och flera nya sorter som kom att spridas över hela Europa.
Sockerbetan fortsatte att stärka sin ställning på världsmarknaden och 1880 kom 63 % av allt socker i världsproduktionen från sockerbetor. Sockertullar och exportpremier bidrog till att främja lokal betsockerproduktion i Europa. Vid en konferens i Bryssel 1902 beslutade alla betydande sockerproducenter i Europa utom Ryssland att slopa sina exportpremier, och sedan har sockerbetans andel i sockerproduktionen minskat, 1910 var den 57 % av världsproduktionen, under mellankrigstiden omkring 40 %. På 1990-talet var andelen nere i 8 % av världsproduktionen.
I Sverige anlades den första sockerfabriken 1837 av N.A. Barck i Malmö. År 1853 bildades Skånska Sockerfabriksaktiebolaget och året därefter anlades ett betsockerbruk i Landskrona, vilket blev starten för svensk sockerbetodling och sockerindustri. Fabriken i Landskrona leddes av Justus Tranchell, denne anses vara den svenska betsockerindustrins grundare.
Det var dock först på 1880-talet som sockerbetsproduktionen fick sitt verkliga genombrott sedan spannmålsproduktionen drabbats av kris på grund av import av billig amerikansk spannmål. 1875 förstördes fabriken i Landskrona av en brand, och 1883 uppfördes en ny modern sockerfabrik vid Säbyholm.
Under 1890-talet anlades ett stort antal sockerbruk främst i Skåne men även i andra delar av landet, som mest fanns ett hundratal sockerbruk i Sverige. År 1907 slogs 21 råsockerbruk och 10 raffinaderier samman och bildade Svenska Sockerfabriks AB, sedermera Sockerbolaget. 1914 bildades Mellersta Sveriges Sockerfabriks AB men då bolaget 1936 uppgick i SSA skapades ett monopol inom den svenska sockerindustrin.
Vid SSAs växtförädlingsinstitut i Hilleshög inleddes 1907 arbeten med att ta fram en sockerbeta särskilt anpassade för svenska förhållanden, och från 1928 användes SSA endast de egna betorna. Växtförädlingsarbete med sockerbetor bedrevs även vid Svalöv.
Sedan början på 1900-talet har en intensiv sortförädling pågått. Ett av de största framstegen gjordes på 1930-talet i Sovjet och i på 1950-talet i USA då man lyckades ta fram monogerma plantor, dvs sådana som producerar enskilda fröer. Den vilda sockerbetan producerar fröbollar som ger upphov till flera plantor. Detta bidrog till att sockerbetsodling var extremt arbetskrävande eftersom gallring var nödvändig. I en monogerm sort ger varje frö upphov till enbart en planta vilket innebar stora arbetstidsbesparingar.

## Odling

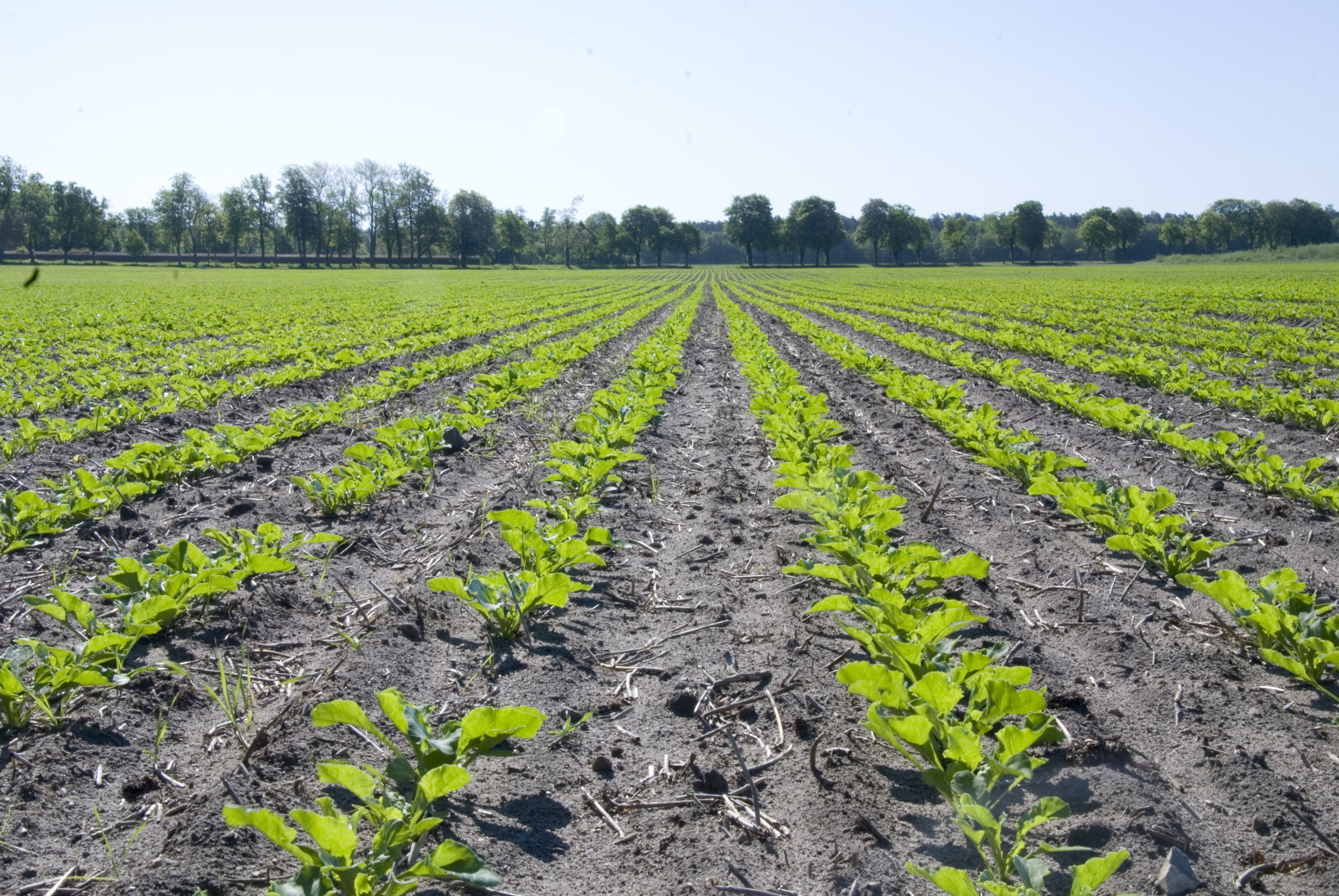
Skånskt betfält i början på juni

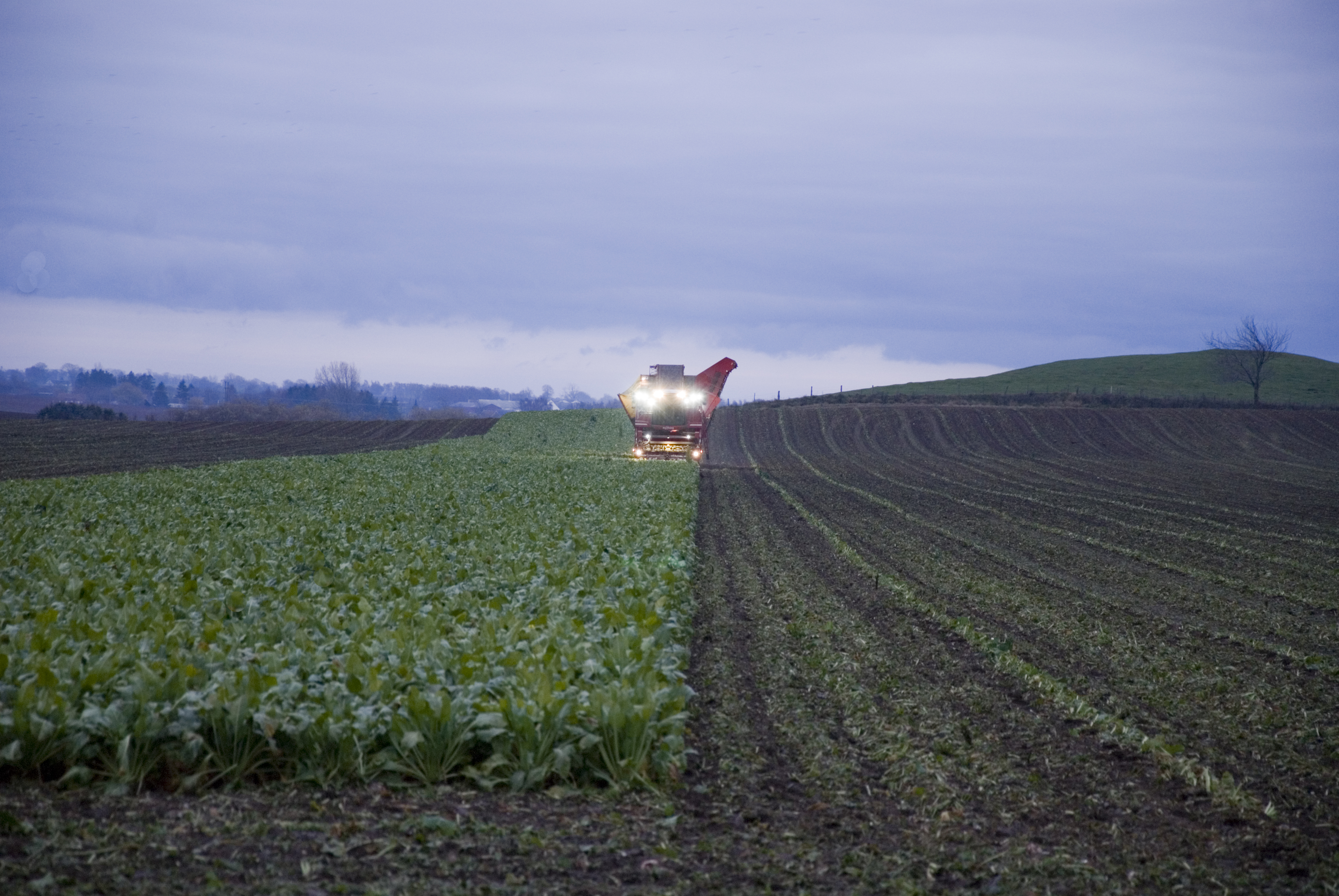
Betupptagning i november, Skåne

En lyckad plantetablering är mycket viktigt inom sockerbetodling. Både plantantalet och plantfördelningen är viktiga faktorer som påverkar avkastningen. En så jämn plantetablering som möjligt ger bästa skörderesultatet. Ett jämnt etablerat och tätt bestånd konkurrerar bättre mot ogräs jämfört med ett glest eller luckigt bestånd. Ett ojämnt bestånd med olika stora betor och luckor i fältet försvårar upptagningen och ökar skördespillet. För att lyckas med plantetableringen krävs en bra såbädd.
Den parameter som begränsar skördens storlek mest är oftast såtiden eftersom såtiden avgör tidpunkten för marktäckning. Sockerbetans blast kan liknas vid en solfångare som omvandlar solenergi till socker, ju tidigare en stor bladyta kan etableras, desto mer socker kan lagras in i betan. I Sverige sås sockerbetor vanligtvis i slutet på mars och början på april. Sockerbetan har dålig konkurrensförmåga mot ogräs vilket gör att noggrann ogräskontroll är mycket viktigt. Den dåliga konkurrensförmågan kan förklaras av att plantan växer relativt långsamt i början och att plant- och radavståndet är stort.
Sockerbetans rötter kan växa ned till två meters djup. Det djupa rotsystemet i kombination med tillväxt på hösten gör att sockerbetor mycket effektivt kan tömma jordprofilen på näringsämnen, vilket gör att betgrödan innehåller mer växtnäring än vad som tillförts genom gödsling. Kväve och fosfor är de näringsämnen som är allra viktigast för sockerbetans tillväxt och kvalitet. Tillförseln av kalium ska baseras på näringsinnehållet i marken. Grödan är beroende av mikronäringsämnen såsom natrium, bor och mangan i större utsträckning än många andra grödor. Natrium tillförs i samband med kvävegödslingen vid sådd, behovet är cirka 60 kg/ha. Sockerbetan är beroende av ett gott kalktillstånd i marken. Betor behöver högre pH än flertalet andra grödor för att växa optimalt, pH bör ligga på minst 7,0. En god markstruktur är grundläggande i betodling. Att kalka är ett sätt att förbättra markstrukturen på lerjordar. Andra åtgärder för att förbättra markstrukturen är att täckdika och tillföra organiskt material såsom halm och stallgödsel.
Sockerbetan kan stå kvar i marken så länge som det inte är frost. I Sverige skördas sockerbetor normalt från mitten av september till mitten på november. Betorna skördas med hjälp av en betupptagare som blastar, tar upp och rensar betorna. Om betorna inte ska levereras till sockerbruket direkt efter upptagning lagras de i stora högar, så kallade betstukor, i fält. I en upptagen beta pågår processer som innebär att betan förbrukar delar av sitt inlagrade socker. Ju varmare utetemperatur och ju längre betan lagras, desto mer socker går förlorat. Den optimala lagringstemperaturen är 0-5 °C. Är det risk för frost måste betorna i en betstuka frostskyddas med hjälp av exempelvis halm, fiberduk eller plast. Frostskadade betor som tinat går inte att använda till sockerproduktion och är därför inte leveransgilla. 

## Sockerproduktion
I Sverige odlas cirka 30 000 hektar sockerbetor årligen. Den absoluta majoriteten av odlingen sker i Skåne, viss odling förekommer även i Halland och Blekinge. Landets betodlare uppgår till knappt 1000 odlare. Alla betor levereras till Örtofta sockerbruk som är det enda kvarvarande betsockerbruket i Sverige. Fabriken processar sockerbetor till socker i samband med skördeperioden med start i mitten av september till mitten av januari, resten av året sker ingen produktion. Produktionsperioden varar i cirka 4 månader per år och kallas för betkampanjen.
När sockerbetorna anländer till sockerbruket vägs de och analyseras för sockerhalt och renhet. Det är detta som ligger till grund för betalningen till betodlarna. Första steget i produktionsprocessen är att betorna tvättas för att avlägsna jord och sten. Att framställa socker från sockerbetor kräver stora mängder vatten. Ett betsockerbruk är dock så gott som självförsörjande på vatten eftersom man återanvänder och renar den stora mängd vatten som finns i betorna.
Råvaran skärs därefter i pommes frites-liknande snitslar. I en extraktionsanläggning utlakas sockret ur snitseln med hjälp av vatten som håller 70 °C. Det ger en saft som kallas för råsaft. Den urlakade betsnitseln pressas och blir till betmassa, vilken används till djurfoder och kostfiberprodukter. Råsaften renas genom att man tillför släckt kalk och koldioxid som binder ämnen som inte är socker. Orenheterna filtreras bort och kvar blir en ljusgul saft som kallas tunnsaft. Denna saft innehåller cirka 14 % socker, resterande del utgörs av vatten. En stor del av vattnet ångas bort i indunstningsbehållare och kvar blir en tjockflytande vätska som kallas tjocksaft och innehåller 70 % socker.
För att sockerkristaller ska kunna bildas måste ytterligare vatten ångas bort och florsocker tillsätts för att sätta igång kristalliseringen. Vatten ångas bort genom kokning vid undertryck, temperaturen får inte överstiga 80 °C eftersom sockret då riskerar att brännas vid. Efter kokning fås en fyllmassa bestående av sockerkristaller och sirap. Genom centrifugering skiljs sockret från sirapen. Restprodukten som återstår när sockret har utvunnits kallas melass och är en tjock sirapsartad lösning. Läs mer om melass under Andra användningsområden. Processen med kokning och centrifugering sker i flera omgångar tills det inte längre går att utvinna något socker ur fyllmassan. Slutligen torkas det vita sockret som fås vid centrifugeringen. En sockerbeta innehåller cirka 140 gram socker. Ett sockerpaket som väger två kg innehåller alltså cirka 15 sockerbetor.

## Andra användningsområden
Vid betsockerframställning fås en rad olika restprodukter. Viktiga restprodukter är betmassa, melass och sockerbrukskalk, vilka beskrivs nedan.
Betmassa används främst till djurfoder men även i kostfiberprodukter och är det som blir kvar efter att betsnitseln urlakats på socker. Massan är fiberrik och är ett bra tillskott för idisslande djur eftersom fibrerna har en positiv effekt på matsmältningen. Om betmassan pressas till att hålla en torrsubstanshalt om cirka 27 % fås produkten HP-massa som används som djurfoder till nötkreatur. Produkten levereras med lastbil direkt till kund där den ensileras för att möjliggöra lagring. Om betmassan istället torkas och pressas fås foderprodukten betfor.
Melass är en energirik sirapsartad lösning som kan användas på olika sätt i djurfoder men även som ensileringsmedel och som substrat vid bioteknisk produktion. Bland annat används melass i sprit- och jästtillverkning.
En tredje restprodukt är sockerbrukskalk som fås av det släckta kalk som används i processen att rena sockersaften från orenheter. Sockerbrukskalken innehåller kalciumkarbonat och ämnen av vegetabiliskt ursprung från sockerbetan. I Sverige säljs sockerbrukskalken till betodlare som använder kalken som jordförbättringsmedel på sin åkermark.

## Officiell statistik om sockerbetsodling
| Placering                                       | Land           | Produktion (miljoner ton) |
| ----------------------------------------------- | -------------- | ------------------------- |
| 1                                               | Ryssland       | 45,1                      |
| 2                                               | Frankrike      | 33,7                      |
| 3                                               | USA            | 32,0                      |
| 4                                               | Tyskland       | 27,9                      |
| 5                                               | Ukraina        | 18,4                      |
| 6                                               | Turkiet        | 15,0                      |
| 7                                               | Polen          | 12,3                      |
| 8                                               | Kina           | 11,5                      |
| 9                                               | Egypten        | 9,1                       |
| 10                                              | Storbritannien | 7,3                       |
| Totalt                                          | Världen        | 269,9                     |
| Källa: UN Food & Agriculture Organisation (FAO) |                |                           |

Globalt uppgick produktionen 2012 till knappt 270 miljoner ton och den genomsnittliga avkastningen till 55 ton per hektar. Världens största sockerbetsproducent var Ryssland med 45,1 miljoner ton. I Sverige producerades 2,2 miljoner ton på en area om 39 000 hektar. Högst avkastning per hektar hade Chile med 94 ton per hektar. I Sverige var den genomsnittliga avkastningen per hektar 56 ton.